# Server Message Block
Server Message Block förkortat SMB är ett kommunikationsprotokoll som används för att dela resurser som filer och skrivare mellan datorer i datornätverk. Det används huvudsakligen av datorer med Microsoft Windows som operativsystem men utvecklades ursprungligen av IBM för DOS. 
Microsoft döpte 1996 om sin implementation av SMB till Common Internet File System förkortat CIFS. Samtidigt infördes en mängd nya egenskaper.